# Lowlands (gruppo musicale)
I Lowlands sono un gruppo musicale alternative folk/rock italiano originario di Pavia. Il nome del gruppo proviene da un brano dei texani The Gourds.

## Storia
Le origini del gruppo risalgono al 2007 dall'iniziativa di Edward Abbiati, cantautore di padre pavese e madre inglese, ritornato in Italia dopo una lunga permanenza a Londra. L'esordio avviene l'anno seguente, The Last Call prodotto da Abbiati e distribuito da IRD ottiene favorevoli recensioni dalla stampa di settore sia italiana che americana, entrando nella classifica degli album più venduti del portale USA "Miles of Music". Il disco è ispirato sia dal country che dal folk-rock di gruppi come i Waterboys ed alla cui realizzazione hanno partecipato ospiti tra i quali Chris Cacavas, Mike Brenner, James Cruickshank, Richard Hunter. Dal disco è tratto il video del brano In Between. Partono per un tour europeo tra cui la tappa al Windmill di Brixton a Londra.
Nel 2009 hanno pubblicano l'EP Vol.1 con i brani rimasti fuori dal primo album e che include la cover del brano dei Gourds che ha dato il nome al gruppo.
Nel settembre del 2010 viene pubblicato il secondo album Gypsy Child dove i suoni sono volutamente più grezzi rispetto al disco d'esordio e che vede la collaborazione dei musicisti statunitensi Mike Brenner (Marah, Magnolia Electric Co.), Joey Huffman (Soul Asylum) e Chris Cacavas. Registrano inoltre il brano Soul Driver per il tributo italiano a Bruce Springsteen For You 2.
Nel 2011 il gruppo in una formazione a cinque elementi (Abbiati, Diana, Giacobbe, Bonfiglio, Pili e Bonacci) intraprende un tour che lo porta in Inghilterra, Galles e Irlanda (al Whelans di Dublino e al Roisin Dubh di Galway) ed in Italia, con concerti anche nelle carceri.
Sempre nel 2011 il gruppo produce e partecipa alla registrazione del disco Fathers and Sons di Donald MacNeill e sua figlia Jen, cantautore scozzese conosciuto da Abbiati durante il suo lungo soggiorno in Gran Bretagna.
Nel luglio 2012 hanno pubblicato con la collaborazione di alcuni artisti italiani un album tributo a Woody Guthrie intitolato Better World Coming. Seguito ad ottobre dal loro terzo album di inediti Beyond, registrato con una formazione rinnovata, oltre ad Abbiati ed al chitarrista Diana compaiono Francesco Bonfiglio (piano e fisarmonica), Rigo Righetti e Robby Pellati (già con Rocking Chairs e Ligabue).
Beyond è il primo disco del gruppo distribuito nel Regno Unito, edito dalla etichetta Stovepony (con distribuzione Cargo).
Per il Record Store Day 2013 hanno pubblicato un EP contenente due cover (Left of the Dial dei The Replacements e Everybody Knows This Is Nowhere di Neil Young) registrato in Galles, stampato e distribuito dalla IRD. A fine anno, con l'etichetta pavese Martinè Records, registrano Dead Flowers per la compilation Stoned Town: 50 Years & 30 Bands.
Nel 2014, dopo un mini tour nel Regno Unito e in Italia, pubblicano lo split The Low & Lucky EP, realizzato assieme ai Lucky Strikes di Southend. Ad aprile registrano a Milano il loro primo live Unplugged allo Spazio Teatro 89. mentre a giugno esce per la Appaloosa e la Harbour Song Records Me and The Devil album frutto della collaborazione tra Edward Abbiati e Chris Cacavas registrato con Winston Watson (Bob Dylan, Giant Sand) e Mike "Slo Mo" Brenner (Magnolia Electric co., Marah) che ha visto la partecipazione di vari collaboratori tra cui Richard Hunter all'armonica, David Henry al violoncello e Andres Villani al sax.
Ad ottobre 2014 esce per la Harbour Song Records Love Etc... un disco acustico con, in aggiunta ai Lowlands, una Sezione Fiati (Andres Villani al Sax, Claudio Perelli, Clarinetto, Max Paganin alla Tromba e Marco Grignani al Trombone). È il primo disco Lowlands a uscire anche in vinile.
Per il Record Store Day 2015, come Lowlands & Friends, pubblicano una cover di "San Diego Serenade" di Tom Waits. L'EP è dedicato a Nello Leandri, che per 30 anni aveva venduto dischi a Pavia ed è deceduto a Natale 2014. Al disco partecipano numerosi amici dei Lowlands e di Nello tra cui Michele Gazich e Maurizio Glielmo.
Nel 2018 esce l'album Beautiful at Night a nome The ACC (The Abbiati Cantarelli Conspiracy) frutto della collaborazione con il chitarrista e cantautore Stiv Cantarelli. L'anno successivo pubblica il suo primo album solista Beat the Night, interamente acustico, in cui si è avvalso della collaboratozione di vari artisti (Maurizio Glielmo, Mike Brenner, David Henry, Antonio Righetti, Simona Colonna, Michele Gazich, Joey Huffman, e altri).

## Formazione
- Edward Abbiati - voce, chitarra acustica
- Francesco Bonfiglio - pianoforte, organo e fisarmonica
- Roberto Diana - chitarra elettrica
- Antonio "Rigo" Righetti - basso
- Mattia Martini - batteria
- Stefano Speroni - chitarra acustica

## Discografia

### Album
- 2008 - The Last Call (Gypsy Child/IRD)
- 2010 - Gypsy Child (Gypsy Child/IRD)
- 2011 - Fathers and Sons (Route 61) con Donald e Jen MacNeill
- 2012 - Better World Coming (Gypsy Child/IRD) come Lowlands and Friends
- 2012 - Beyond (Gypsy Child/IRD/Stovepony)
- 2014 - Love Etc... (Harbour Song Records/IRD)
- 2016 - Play Townes Van Zandt's Last Set (Route 61 Music)

#### Raccolte
- 2018 - The Collection 2008 2018 (Route 61)

### EP
- 2009 - EP Vol. 1 (Gypsy Child/IRD)
- 2010 - Woody EP per il Record Store Day (Gypsy Child)
- 2013 - Left of the Dial / Everybody Knows This is Nowhere per il Record Store Day (Gypsy Child/IRD)
- 2014 - The Low & Lucky EP  Split con The Lucky Strikes (Harbour Song Records UK & Rise Up - IRD)
- 2015 - San Diego Serenade - Record Store Day 2015 (MRM/Appaloosa/ IRD)

### Compilation
- 2010 - For You 2 (Route 61) con il brano Soul Driver
- 2010 - A Day in the Life - John Lennon Revisited (Martinè Records & Downtown Studios) con il brano In My Life
- 2012 - What's kicking Vol. 5 - (Stovepony Records/Cargo UK) con il brano Gotta Be
- 2013 - Stoned Town - 50 Years & 30 Bands (Martinè Records & Downtown Studios) con il brano Dead Flowers

## Discografia di Edward Abbiati
- 2013 - Me and The Devil con Chris Cacavas
- 2018 - Beautiful at Night con Stiv Cantarelli (a nome The ACC)
- 2019 - Beat the Night
- 2023 - To the Light